# Stéphane Vial (athlétisme)
Pour les articles homonymes, voir Stéphane Vial.
Stéphane Vial (né le 9 février 1973 à Saint-Chamond) est un athlète français, spécialiste du lancer du poids.

## Biographie
Il remporte trois titres de champion de France du lancer du poids, deux en plein air en 1998 et 1998, et un en salle en 2000.

### Palmarès
- Championnats de France d'athlétisme :
  - vainqueur du lancer du poids en 1998 et 1999.
- Championnats de France d'athlétisme en salle :
  - vainqueur du lancer du poids en 2000.

### Records
| Épreuve         | Performance | Lieu          | Date            |
| --------------- | ----------- | ------------- | --------------- |
| Lancer du poids | 18,99 m     | Saint-Étienne | 22 juillet 2000 |